# Didogobius schlieweni
Didogobius schlieweni е вид лъчеперка от семейство Попчеви (Gobiidae).

## Разпространение
Видът е разпространен в Босна и Херцеговина, Испания, Италия, Франция и Хърватия.